# 광도곡선

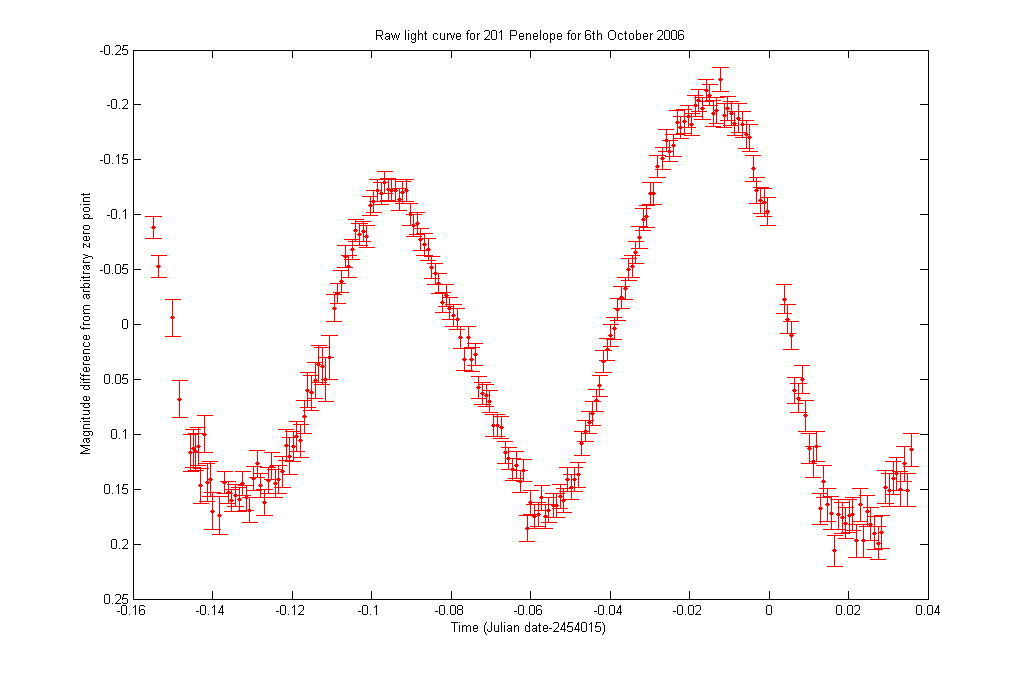
소행성 201 페넬로페의 광도곡선. 페넬로페의 자전 주기가 3.7474 시간임을 알 수 있다.

광도곡선(light curve)이란 천문학에서 어떤 천체 또는 지역의 빛의 세기를 시간에 대한 함수로 나타낸 그래프이다. 광도곡선을 다른 관측자료들과 조합하면 그 천체에서 발생하는 물리적 과정에 관한 정보를 얻거나 또는 그에 관한 물리적 이론을 시험할 수 있다. 식물학에서도 빛의 세기에 대한 식물의 반응을 나타내기 위해 광도곡선을 사용하기도 한다.